# أوركسين
الأوركسين (بالإنجليزية:  Orexin)‏ هو ناقل عصبي تنشيطي أو تنبيهي يتم إنتاجه في منطقة الوطاء. 
الأوركسين له أهمية طبية لأن مرض التغفيق (بالإنجليزية: Narcolepsy) يفسر على أنه نتيجة لنقص إفراز مادة الأوركسين أو نتيجة خلل في المستقبل لمادة الأوركسين ولهذا يصاب الإنسان بحالة نعاس دائمة.

يحتوي الدماغ على بعض الخلايا التي تنتج الأوركسين. عند الإنسان يوجد من هذه الخلايا عدد يتراوح بين 10,000 و 20,000 خلية موجودة في منطقة الوطاء.
بالرغم من أن هذه الخلايا متواجدة في منطقة الوطاء إلا أن محاوير هذه الخلايا تمتد إلى كل الدماغ والنخاع الشوكي  حيث توجد العديد من مستقبلات الأوركسين.

## الشكل
يوجد نوعين من الأوركسين: أوركسين أ، وأوركسين ب. وهو ببتيد عصبي نشط.